# مرغابیان
تیرهٔ مرغابیان (نام علمی: Anatidae)، تیره‌ای از پرندگان آبزی از راستهٔ غازسانان (Anseriformes) هستند. مرغابی‌ها، قوها و غازها از تیرهٔ مرغابیان هستند. اغلب پرندگان آبی هستند که بیشترشان کوچک‌تر از هم‌خانواده‌های غاز و قو هستند. تیرهٔ مرغابیان، به چندین زیرخانواده تقسیم می‌شوند که دو زیرتیره مهم آن، زیرتیرهٔ مرغابیان پهنه‌چین (نام علمی: Anatinae) و زیرتیرهٔ اردکیان (نام علمی: Aythyinae) هستند.
- زیرخانواده: غازیان (Anserinae)

سه تا هفت سرده شامل ۳۰–۲۵ گونه زنده؛ قوها در یک سرده [در بعضی نوشته‌ها ۲ سرده]، و غازها در سه سرده [در بعضی نوشته‌ها ۲ سرده].
- قوها، ۷ گونه
- غاز کبود، غازهای خاکستری با ۷ گونه
- غاز برفی (Chen)، با ۳ گونه (مورد مناقشه)
- غازهای سیاه، غازهای سیاه‌رنگ با ۸ گونه
- زیرخانواده: مرغابیان خال‌ریز (Stictonettinae)

یک سرده در استرالیا، پیشتر در Oxyurinae گذاشته شده بود اما کالبدشناسی نشان از جدایی خط فرگشتی باستانی دارد که آن را به زیرخانواده غازان، به ویژه غاز کیپ برن، مرتبط می‌کند.
- مرغابی خال‌ریز
- زیرخانواده: عروس‌مرغابیان (Tadorninae)
  - سردهٔ عروس‌مرغابی‌ها
- زیرخانواده: اردکیان سوت‌زن (Dendrocygninae)
  - اردکیان سوت‌زن، ۹ گونه زنده

گاهی زیرخانواده: مرغابیان پشت‌سفید (یک گونه در آفریقا، بسیار نزدیک به زیرخانواده اردکیان سوت‌زن، اگرچه شباهت‌های همگرایی به زیرخانواده Oxyurinae نشان می‌دهد).
- مرغابی پشت‌سفید
- زیرخانواده: مرغابیان پهنه‌چین (یا مرغابیان روآب‌چر)
  - سردهٔ خوتکاهای گردن‌سفید Nettapus
  - تبار مرغابی‌تباران راستین Tribe ANATINI (True Ducks)
    - سردهٔ مرغابی‌های نوک‌پهن Spatula
    - سردهٔ مرغابی‌های کوچک Mareca
    - سردهٔ مرغابی‌ها Anas
- زیرخانواده: اردکیان یا اردکیان شیرجه‌زن (Aythyinae)
  - سردهٔ اردک‌های کم‌شیرجه
  - سردهٔ اردک‌های شیرجه‌زن
- تبار مرگوس‌تباران (Mergini)
- یازده سرده دربرگیرنده مرگوس‌ها و اردک‌های آیدر، اردک دم‌دراز، اردک چشم‌طلایی، سیاه‌اردک‌ها
- تبار اردک‌تباران افراشته‌دم (Oxyurini)
  - سردهٔ اردک‌های افراشته‌دم
  - سردهٔ اردک نقابدار
  - سردهٔ اردک‌های سرسیاه